# Bleib bei uns, denn es will Abend werden, BWV 6
Bleib bei uns, denn es will Abend werden, BWV 6 (Queda't amb nosaltres, que la nit s'acosta i el dia s'acaba), és una cantata religiosa de Johann Sebastian Bach, estrenada a Leipzig el 2 d'abril de 1725 i destinada al dilluns de Pasqua.

## Origen i context
Cronològicament és la segona per a aquesta festivitat, la primera és la BWV 66 de l'any 1724. El llibret és d'un poeta anònim, que aprofita textos previs, així per al primer número empra un versicle de l'evangeli de Lluc (24, 29) que parla de l'episodi d'Emmaús, en què dos deixebles troben a Jesús i el reconeixen en partir el pa i, per tant, és ple d'al·lusions a què sense Jesús, la llum del món, l'home viu en l'ocàs, la foscor i la tenebra. Al número 3, la primera estrofa és una glossa en alemany  Ach bleib bei uns, Herr de l'himne llatí de Philipp Melanchthon de 1575, i a la segona estrofa una de N. Selneker. El cor final és la segona estrofa de  Erhalt uns, Herr, bei deinem Wort  de Luter (1541).

## Anàlisi
Escrita per a soprano, contralt, tenor, baix i cor; dos oboès, oboe da caccia, violoncel piccolo, corda i baix continu. Consta de sis moviments disposats simètricament en dues seccions que contenen un cor en la primera i un recitatiu a la segona, i una ària i un coral:
1. Cor:  Bleib bei uns, denn es will Abend werden  (Queda't amb nosaltres, que la nit s'acosta i el dia s'acaba)
2. Ària (contralt):  Hochgelobter Gottessohn  (Estimadíssim fill de Déu)
3. Coral (soprano):  Ach bleib bei uns, Herr Jesu Christ  (Ah, queda't amb nosaltres, Senyor Jesucrist)
4. Recitatiu (baix):  Es hat die Dunkelheit  (Avui les tenebres)
5. Ària (tenor):  Jesu, lass uns auf dich sehen  (Mostra el teu poder, Senyor Jesucrist)
6. Coral:  Beweis dein Macht, Herr Jesu Christ  (Mostra'ns la teva força, Senyor Jesucrist)

El primer número és una de les creacions més importants de Bach, relegada a un segon pla per les seves grans obres corals, tot i que evoca clarament el cor final de la Passió segons Sant Mateu; l'episodi central està tractat com una fuga, i les parts extremes són melòdiques i destaquen els grups instrumentals (oboès i corda) i els solistes. L'ària següent, per a contralt, amb oboè da caccia i pizzicato dels instruments de corda del baix continu, conté una representació rellevant de la caiguda a les tenebres; en el número 3, un violí piccolo – de cinc cordes i registre més agut que el tradicional – es fon perfectament amb la veu de soprano. El número 4 és l'únic recitatiu d'aquesta cantata i el baix arriba al punt inferior de la seva tessitura. A l'ària per a tenor es manté una atmosfera agitada i ansiosa; al començament del tema s'hi ha vist un dibuix melòdic que és reflex i símbol de la creu, una figura quiàstica sovint present en obres de Bach. El coral final a cappella és una adaptació de Luter d'un antic cant medieval. Té una durada aproximada d'uns vint minuts.

## Discografia seleccionada
- J.S. Bach: Das Kantatenwerk. Sacred Cantatas Vol. 1. Nikolaus Harnoncourt, Wiener Sängerknaben & Chorus Viennensis, Hans Gillesberger (director del cor), Concentus Musicus Wien, Paul Esswood, Kurt Equiluz, Max van Egmond. (Teldec), 1994.
- J.S. Bach: The complete live recordings from the Bach Cantata Pilgrimage. CD 14: Georgenkirche, Eisenach; 24 i 25 d'abril de 2000. John Eliot Gardiner, Monteverdi Choir, English Baroque Soloists, Angharad Grufydd Jones, Daniel Taylor, James Gilchrist, Stephen Varcoe. (Soli Deo Gloria), 2013.
- J.S. Bach: Complete Cantatas Vol. 14. Ton Koopman, Amsterdam Baroque Orchestra & Choir, Sibylla Rubens, Annette Market, Christoph Prégardien, Klaus Mertens. (Challenge Classics), 2007.
- J.S. Bach: Cantatas Vol. 36. Masaaki Suzuki, Bach Collegium Japan, Yukari Nonoshita, Robin Balze, James Gilchrsit, Dominik Wörner. (BIS), 2007.
- J.S. Bach: Church Cantatas Vol. 2. Helmuth Rilling, Gächinger Kantorei, Bach-Collegium Stuttgart, Arleen Augér, Carolyn Watkinson, Aldo Baldin, Wolfgang Schöne. (Hänssler), 1999.
- J.S. Bach: Cantatas for the Complete Liturgical Year Vol. 13. Sigiswald Kuijken, La Petite Bande, Yeree Suh, Petra Noskaiova, Christoph Genz, Jan van der Crabben. Accent, 2011.